# Манташев, Шарапутдин Мугутдинович
Шарапутдин Мугутдинович Манташев (род. неизвестно — 1998) — актёр театра и кино. Директор Кумыкского музыкально-драматического театра им. А.-П. Салаватова (1966 - 1981).

## Биография
В 1955 году в был принят на работу в Кумыкский театр, в котором работал в течение 12 лет артистом театра. За заслуги в развитии театрального искусства ему было присвоено почётное звание «Заслуженный артист Дагестана». С 1966 по 1981 годы работал в течение директором Кумыкского театра. В 1989 году создал музей театрального искусства. 

## Память
- В Махачкале в доме по ул. Абдулхалимова д. 8, установлена Мемориальная доска, о том, что в этом доме до 1998 года жил Манташев[1];
- В честь него названа улица в центре Махачкалы, бывшая Оскара[2].

## Фильмография
- 1957 — Так рождается песня — Гарун
- 1959 — Тучи покидают небо — эпизод
- 1969 — Взрыв после полуночи — эпизод

## Звания и награды
- Заслуженный деятель искусств Российской Федерации